# Bébé Nem
Bébé Nem ou Un numéro un pour emporter au Québec (Goo Goo Gai Pan) est le 12e épisode de la saison 16 de la série télévisée d'animation Les Simpson.

## Synopsis
Les Simpson se rendent en Chine avec Selma pour que cette dernière adopte un enfant.
Dans cet épisode, Selma fait repasser son permis de conduire à M. Burns quand elle est tout d'un coup prise de bouffées de chaleur. Le docteur Hibbert lui explique que ce sont là les premiers symptômes de la ménopause et qu'elle ne pourra plus jamais avoir d'enfant.
Ne voulant pas finir sa vie seule, Selma décide d'adopter un enfant. Elle trouve un bébé à l'orphelinat de Springfield ; malheureusement Cletus, le père du bébé, revient le récupérer car il l'avait laissé par erreur. Selma est désespérée mais Lisa lui conseille d'adopter un enfant chinois.
Selma se retrouve donc au consulat de Chine pour une demande d'adoption. Seulement voilà, pour pouvoir adopter un enfant, Selma doit être mariée. Ne l'étant pas, elle marque sur le dossier (sans lui en avoir parlé) le nom d'Homer comme étant son époux. Voilà Selma et toute la famille Simpson en avion, direction la Chine. Pendant le vol, Selma profite qu'Homer soit sous l'emprise de somnifères pour lui avouer son mensonge. Homer refuse mais Marge parvient finalement à le convaincre.
Arrivés en Chine, Selma et Homer vont à l'orphelinat. Ils y rencontrent la responsable, Madame Wu, qui vérifie que tout soit en ordre. Mais avant de donner le bébé elle va passer quelques jours avec le couple pour voir les « détails intimes de leur vie conjugale ». Selma présente à Madame Wu Bart et Lisa puis elle fait passer Marge comme étant la gouvernante (Homer lui trouve le surnom de Miss Octobre).
Madame Wu fait découvrir la culture chinoise à Selma et aux Simpson (ils visitent la muraille, vont au théâtre...). Puis Madame Wu demande le métier d'Homer. Celui-ci se dit qu'il peut lui mentir puisqu'elle ne le connaît pas et dit alors qu'il est un acrobate chinois. Le groupe va voir un spectacle d'acrobatie, mais un des numéros ne peut être réalisé car il manque un acrobate. Madame Wu demande à Homer de le remplacer. Homer se retrouve sur la scène et évidemment il se blesse (cependant, il est loin d'être ridicule, réussissant avec un brio un tour difficile. Il se trouve alors à une hauteur vertigineuse, et c'est seulement à cause de son poids qu'il chute et se blesse).
Nous le retrouvons à l'hôpital et pendant ce temps Selma a pu récupérer son bébé, elle vient le présenter à Homer. En approchant Ling d'Homer, celle-ci lui tripote les yeux. Selma remercie Homer de l'avoir aidée et elle le laisse un peu seul avec Marge. Cependant Madame Wu a espionné ce qui s'est passé dans la chambre et découvrant la supercherie, elle reprend Ling à Selma.
Lisa met au point un plan pour récupérer Ling. Ils vont à l'orphelinat et déguisent Homer en statue de Bouddha. Les gardes font rentrer Homer dans le bâtiment car ils ne peuvent pas laisser une statue dehors (c'est un mauvais feng shui), Homer récupère Ling puis s'en va discrètement.
Madame Wu les intercepte avant qu'ils ne repartent et tente de reprendre Ling ; Selma parvient tant bien que mal à convaincre Madame Wu de lui laisser le bébé, celle-ci accepte et les laisse repartir à Springfield.

## Référence culturelles

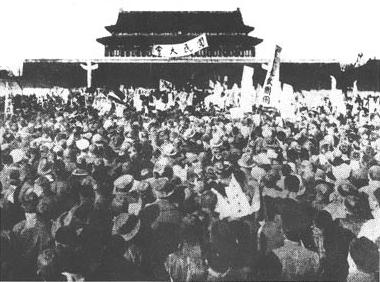
Printemps de Pékin, déjà en 1926 : rassemblement populaire place Tien An Men